# Acer pubipetiolatum
Acer pubipetiolatum — вид клена, який є ендеміком Китаю (Юньнань, Гуйчжоу). Згідно з Catalogue of Life таксон є синонімом Acer coriaceifolium.

## Опис
Acer pubipetiolatum — листопадне дерево до 10 метрів заввишки. Дерево однодомне. Кора сіра або темно-сіра, гладка. Гілочки тонкі, нинішнього року багряно-зелені, запушені, старші зеленувато- або жовтувато-сірі, голі. Листя: ніжка 8–10 мм, щільно жовтувато чи коричнево ворсинчаста чи гола; листкова пластинка абаксіально (низ) блідо-зелена та з пучками волосків у пазухах жилок, адаксіально темно-зелена й гола, ланцетна чи видовжено-ланцетна, 6–9 × 2–3 см, глибоко 5- або 7- лопатева; частки цілокраї або подвійно зазубрені біля і під вершиною, верхівка загострена. Суцвіття верхівкове, щиткоподібне, 1–1.5 см, ворсинчасто сіре. Чашолистків 5, зелені, яйцювато-довгасті, ≈ 4 мм. Пелюсток 5, білі, обернено-яйцеподібні, ≈ 3 мм в діаметрі Тичинок 8. Плід жовтувато-зелений, запушений; горішки опуклі, 8–9 мм; крило серпоподібне, з горішком 2.8–3.4 × ≈ 1.4 см, крила тупо розправлені. Квітне у березні й квітні, плодить у липні й серпні чи вересні.

## Поширення
Росте на висотах від 800 до 2600 метрів. Він є компонентом багатих на види гірських лісів і зустрічається в долинах на вапнякових субстратах.

## Використання
Вид використовується як декоративне садове і вуличне дерево в Юньнані.